# The Last One for the Road
The Last One for the Road (Originaltitel: Le città di pianura) ist ein deutsch-italienischer Spielfilm von Francesco Sossai aus dem Jahr 2025.

## Inhalt
Carlobianchi und Doriano, zwei mittellose Fünfzigjährige, sind davon besessen, das letzte Glas zu trinken. Eines Abends treffen sie den jungen schüchternen Architekturstudenten Giulio und ihre Sicht auf die Welt und die Liebe verändert sich langsam, während die drei durch die Lokale Venetiens ziehen.

## Produktion
Die Dreharbeiten fanden an verschiedenen Orten in der Region Venetien statt, hauptsächlich in der Po-Ebene und im Hinterland, darunter in Sedico, Feltrino, Padua, Chioggia und Treviso, mit besonderem Augenmerk auf dem Brion-Denkmal.
In einem Interview sagte Regisseur Sossai, dass ihm die Idee zum Film bei Streifzügen durch die Region gekommen sei. Beim Dreh sei ihm wichtig gewesen, nicht zu viel vorzugeben, sondern den Schauspielern und Stab am Set Raum für Spontanität zu geben.
Der Film feierte bei den Internationalen Filmfestspielen von Cannes am 21. Mai 2025 im Wettbewerb Un Certain Regard Premiere. Beim Filmfest München lief der Film im Juni im Wettbewerb Cinecopro. Der Film wird von Lucky Red vertrieben.

## Rezeption
Elisa Battistini für Quinlan: „Das Drehbuch (das der Regisseur zusammen mit Adriano Candiago verfasst hat) wird der Intuition und Intensität der wertvollen Gesichter von Romano und Capovilla nicht immer gerecht, und insbesondere im mittleren Teil hat man den Eindruck, dass die narrative Präzision ein wenig aus dem Ruder läuft und die Situationen sich ein wenig im Kreis drehen. In dieser Hinsicht war Sossais Debüt präziser und bissiger. Auf jeden Fall ein verdienstvolles und stolz abweichendes Werk.“
Alberto Crespi für La Repubblica: „Zwischen Faulenzern, wilden Nächten und einem vergrabenen Schatz dreht der Regisseur aus Belluno einen zutiefst lokalen und überraschend universellen Film.“

## Auszeichnungen (Auswahl)
- 2025: Internationale-Filmfestspiele-von-Cannes-Nominierung im Wettbewerb Un Certain Regard
- 2025: Filmfest-München-Nominierung im Wettbewerb Cinecopro